# Rifaximine
La rifaximine, vendue entre autres sous le nom commercial de Xifaxan ou de Tixtar.

## Usage médical
Est un antibiotique utilisé pour traiter l'encéphalopathie hépatique, le syndrome du côlon irritable et la diarrhée du voyageur . Plus précisément, il peut être utilisé pour diminuer le nombre d'épisodes d'encéphalopathie hépatique. Elle n'est pas efficace pour un certain nombre de types de diarrhée, y compris Salmonella . Elle est prise par voie orale.

## Effets secondaires
Les effets secondaires courants sont les nausées, les maux de tête et l'inconfort abdominal, d'autres effets secondaires peuvent être des douleurs articulaires, des changements d'humeur, des gonflements, des éruptions cutanées et la colite à Clostridium difficile ,. L'utilisation pendant la grossesse n'est pas recommandée alors que l'utilisation pendant l'allaitement est considérée comme sans danger pour le bébé. Elle fait partie de la famille des médicaments de la rifamycine .

## Histoire
La rifaximine a été approuvée pour un usage médical aux États-Unis en 2004. Aux États-Unis, la dose pour l'encéphalopathie hépatique coûte 1 864 $ par mois en janvier 2017. Au Royaume-Uni, 56 comprimés de la dose de 550 mg coûtent au NHS environ 260 livres depuis 2020. À partir de 2020, aucune version générique n'est disponible aux États-Unis.